# 1944 في فرنسا
فيما يلي قوائم الأحداث التي وقعت خلال عام 1944 في فرنسا.

## أحداث
- 26 يونيو – عملية إبسوم العسكرية
- 19 يوليو – موقعة جبل فيرير
- 12 أغسطس – جيب فاليز
- 10 يونيو – مجزرة أورادور سور غلان
- 19 أغسطس – تحرير باريس
- 6 يونيو – الإنزال في نورماندي
- 6 يونيو – معركة شاربورغ
- 7 أغسطس – معركة بريست

## سياسة

### تعيين في المنصب
- 3 يونيو – شارل ديغول رئيس الحكومة المؤقتة للجمهورية الفرنسية ‏.

### انتهاء فترة المنصب
- 20 أغسطس – بيير لافال head of government of France ‏.

## رياضة
- 9 أبريل – سباق باريس روبيه 1944 الفائزون Maurice Desimpelaere [الإنجليزية]‏، Louis Thiétard [الإنجليزية]‏، جول روسي.

## مواليد

### يناير
- 6 يناير – آلان ستيفيل
- 17 يناير – فرانسواز هاردي
- 26 يناير – لويس قالوا مسير أعمال فرنسي.

### مارس
- 4 مارس – أندريه بيتا لاعب كرة قدم فرنسي.
- 5 مارس – جورج شب درّاج طريق فرنسي.
- 15 مارس – جاك دويلون
- 31 مارس – باسكال دانيل مغني فرنسي.

### مايو
- 3 مايو – إيف سيمون كاتب فرنسي.
- 8 مايو – روبرت بلان لاعب كرة قدم فرنسي.
- 8 مايو – كلود بوليت
- 15 مايو – بيير ترينتين دراج فرنسي.

### يونيو
- 17 يونيو – جاك بيلجرين رسام فرنسي.

### يوليو
- 3 يوليو – ميشال بولناراف مغني فرنسي.
- 24 يوليو – دانيال موريلون درّاج طريق فرنسي.
- 25 يوليو – ديديه كوكيو لاعب كرة قدم فرنسي.
- 27 يوليو – جان دوماس لاعب كرة قدم فرنسي.

### أغسطس
- 9 أغسطس – باتريك ديبايلير

### سبتمبر
- 6 سبتمبر – جان-كلود غيسو سياسي فرنسي.
- 21 سبتمبر – مارك فييفي
- 27 سبتمبر – جاك غليزينسكي لاعب كرة قدم فرنسي.

### أكتوبر
- 13 أكتوبر – جان كلود بوتر ممثل فرنسي.
- 21 أكتوبر – جان بيار سوفاج كيميائي فرنسي تخصص في كيمياء الجزيئات الضخمة.

### نوفمبر
- 2 نوفمبر – باتريس شيرو

### ديسمبر
- 1 ديسمبر – بيار ارديتي ممثل فرنسي.

## وفيات

### يناير
- 6 يناير – هنري بويسون (مواليد 1873) فيزيائي فرنسي.
- 14 يناير – أوجين بوفير (مواليد 1856) عالم حشرات فرنسي.
- 31 يناير – جان جيرودو (مواليد 1882)

### فبراير
- 17 فبراير – جان كافاييس (مواليد 1903)

### مارس
- 12 مارس – أوجين بلوخ (مواليد 1878) فيزيائي فرنسي.
- 17 مارس – فيلكس إيبويه (مواليد 1884) سياسي فرنسي.
- 25 مارس – فيليب جرينيه (مواليد 1865) سياسي فرنسي.

### أبريل
- 11 أبريل – غابرييل هانوتو (مواليد 1853)

### مايو
- 27 سبتمبر – آريستيد مايول (مواليد 1861)

### يونيو
- 16 يونيو – مارك بلوك (مواليد 1886)

### يوليو
- 16 يوليو – لويس فافر (مواليد 1910) قس كاثوليكي فرنسي.
- 31 يوليو – أنطوان دو سانت إكزوبيري (مواليد 1900) طيار وكاتب فرنسي.

### أغسطس
- 2 أغسطس – رامون فرناندز (مواليد 1894)

### سبتمبر
- 27 سبتمبر – آريستيد مايول (مواليد 1861)

### أكتوبر
- 24 أكتوبر – لويس رينو (مواليد 1877)

### نوفمبر
- 5 نوفمبر – ألكسيس كاريل (مواليد 1873)
- 11 نوفمبر – كلود روديير (مواليد 1903) عسكري فرنسي.

### ديسمبر
- 30 ديسمبر – رومان رولان (مواليد 1866) مؤلف فرنسي.